# 墨西哥 (紐約州村)
墨西哥（英語：Mexico）是位於美國紐約州奧斯威戈縣的村。

## 人口
根據2020年美國人口普查的數據，墨西哥的面積為5.55平方千米，皆為陸地。當地共有人口1531人，而人口密度為每平方千米276人。